# Dan Condrea
Dan Alexandru Condrea (n. 1 ianuarie 1975, București, România – d. 22 mai 2016, Tamași, Corbeanca, Ilfov, România) a fost un om de afaceri român, patron al companiei Hexi Pharma, care a devenit cunoscut în urma crizei dezinfectanților diluați din 2016.

## Biografie
Condrea s-a născut în 1975, fiul lui Virgiliu Condrea (d. 2011), fost președinte al Colegiului Farmaciștilor –  filiala București și farmacist-șef al Spitalului Universitar de Urgență. A absolvit Universitatea de Medicină și Farmacie „Carol Davila” în 1999, având și un master în administrarea afacerilor la Academia de Studii Economice. Virgiliu Condrea a fondat firma Universitar Pharma SRL alături de Ion Mateescu în decembrie 1994; când Mateescu a părăsit firma în 1996, Dan Condrea a devenit patron. După ce, în 2006, au apărut o serie de plângeri penale pe numele firmei după ce mai mulți nou-născuți din județul Argeș au fost infectați cu bacterii periculoase din cauza slabei calități a dezinfectantului Thor produs de aceasta, Condrea i-a schimbat numele în Hexi Pharma.
A fost chitarist în trupa rock Kameleon (K.M.Leon), pe care a și înființat-o și pentru care a compus și câteva piese. 

### Deces
Condrea a decedat în urma unui accident rutier produs pe drumul care ducea dinspre Corbeanca spre Buftea, la 22 mai 2016. Mașina pe care o conducea s-a izbit de un copac, iar Condrea a fost desfigurat în timpul accidentului, fiind identificat după haine și după actele pe care le avea la el.

## Viață personală
Condrea și-a cunoscut viitoarea soție, pe Laura, în 1994, aceștia fiind colegi la Facultatea de Medicină. Cei doi au divorțat, Condrea fiind acuzat de către soție de violență; au împreună o fată.
S-a recăsătorit în 2012 cu Uliana Ochinciuc, medic oftalmolog originar din Raionul Ungheni, Republica Moldova. Cu aceasta a împărțit mai multe afaceri.